# Wydundra uluru
Wydundra uluru är en spindelart som beskrevs av Norman I. Platnick och Baehr 2006. Wydundra uluru ingår i släktet Wydundra och familjen Prodidomidae. Inga underarter finns listade i Catalogue of Life.